# Satz von Alexander (Knotentheorie)
Der Satz von Alexander ist ein Lehrsatz aus dem mathematischen Gebiet der Knotentheorie. Er besagt, dass jede Verschlingung der Abschluss eines Zopfes ist. Er ermöglicht es, Zopfgruppen für die Untersuchung von Knoten und Verschlingungen nutzbar zu machen. Der Satz von Markov gibt hinreichende und notwendige Bedingungen, wann die Abschlüsse zweier Zöpfe äquivalente Verschlingungen ergeben. Er ist nach dem US-amerikanischen Mathematiker James Alexander (1888–1971) benannt.

Der 5-strängige Zopf.

## Abschluss eines Zopfes
Ein Zopf mit {\displaystyle n} Strängen entsteht wie im Bild rechts durch Hintereinanderausführung einer beliebigen Folge von Verflechtungen {\displaystyle \sigma _{1},\ldots ,\sigma _{n-1}} und deren Inversen. Siehe dafür den Artikel Zopfgruppe.
Den Abschluss eines Zopfes bildet man, indem der erste Punkt des unteren Randes mit dem ersten Punkt des oberen Randes, der zweite Punkt des unteren Randes mit dem zweiten Punkt des oberen Randes, …, der n-te Punkt des unteren Randes mit dem n-ten Punkt des oberen Randes durch jeweils unverknotete Bögen im {\displaystyle \mathbb {R} ^{3}} verbunden wird.

## Satz
Satz von Alexander: Jede Verschlingung kann als Abschluss eines Zopfes konstruiert werden.
Der Satz von Alexander folgt aus der zuerst von Brunn bewiesenen Tatsache, dass jeder Knoten eine Projektion mit nur einem Mehrfachpunkt besitzt. Ein auf Pierre Vogel zurückgehender Algorithmus ermöglicht die Implementierung auf dem Computer.

## Beispiele
- Die Hopf-Verschlingung ist der Abschluss des Zopfes {\displaystyle \sigma _{1}^{2}}.
- Die rechtshändige Kleeblattschlinge ist der Abschluss des Zopfes {\displaystyle \sigma _{1}^{3}}.
- Der Achterknoten ist der Abschluss des Zopfes {\displaystyle \sigma _{1}\sigma _{2}^{-1}\sigma _{1}\sigma _{2}^{-1}}.
- Die Whitehead-Verschlingung ist der Abschluss des Zopfes {\displaystyle \sigma _{1}\sigma _{2}^{-1}\sigma _{1}\sigma _{2}^{-2}}.
- Die Borromäischen Ringe sind der Abschluss des Zopfes {\displaystyle \sigma _{1}^{-1}\sigma _{2}\sigma _{1}^{-1}\sigma _{2}\sigma _{1}^{-1}\sigma _{2}}.

## Zopfindex
Der Zopfindex (engl.: braid index) einer Verschlingung ist die kleinste Anzahl von Strängen eines Zopfes, als dessen Abschluss man die Verschlingung konstruieren kann. Er ist eine Knoteninvariante und kann beispielsweise benutzt werden, um die links- und rechtshändige Kleeblattschlinge voneinander zu unterscheiden.